# Megan McCauley
Megan Ashley Rudloff (Cleveland, Ohio; 31 de agosto de 1988), conocida como Megan McCauley, es una cantautora de rock alternativo y grunge estadounidense. Obtuvo su mayor exposición entre 2005 y 2007, cuando algunas de sus canciones se incluyeron en la banda sonora de películas como Los 4 Fantásticos, Elektra y Un Chihuahua de Beverly Hills. Tras un largo hiato en el que se daba por terminada su carrera como solista, desapareciendo por completo de la escena musical, en 2016 retornó como vocalista del grupo musical Beat the system.

## Biografía
McCauley tiene sus inicios profesionales cantando música country a la edad de 6 años como "Megan Ashley" en ferias del condado en Ohio, que la llevaron al lanzamiento de dos álbumes, What About Me? en 1997 y Here's Megan en 1998, incluso grabó un dúo con "La Voz" de la música country, la leyenda Vern Gosdin , en la canción "He's Got the Biggest Little Arms".
Al pasar de unos años se mudó a Orlando, Florida, empezó a escribir sus propias canciones, con el tiempo cambió su estilo de country a Rock-Grunge.
Fue firmada por Wind-up Records y en 2004 se incluyó una de sus canciones en la banda sonora de la película Elektra se trata de "Wonder" escrita por McCauley y Bob Marlette, "Wonder" fue la canción principal del soundtrack de dicha película, también incluyó otros dos temas en la banda sonora de Los 4 Fantásticos, "Reverie" y la aclamada "Die For You". También ese año, se dio a conocer un disco homónimo EP, que contenía 4 tracks.
En 2006, el sencillo "Tap That", compuesto por Megan McCauley, Max Martin y Dr. Luke fue lanzado y al año siguiente salió a la venta en Estados Unidos el álbum Better Than Blood que era su álbum debut oficial. "Better Than Blood" se compone de cinco canciones previamente incluidas en el álbum jamás editado, "Baa Baa Black Sheep", y seis canciones nuevas especialmente escritas para este álbum, McCauley no incluyó 'Die For You' en el álbum, lo cual enojó a sus pocos pero fieles seguidores ya que este track es considerado como su mejor canción.
Megan ha tenido problemas con su padre, que desde entonces ha sido la inspiración para escribir al menos un puñado de sus canciones, incluyendo "I'll Pay You to Shoot Him" escrita sobre una experiencia que había cuando sus padres tuvieron una pelea física y ella trató de intervenir, pero su padre la golpeó. Cuando llegó la policía McCauley le gritó a un oficial, "yo te pago por dispararle" (I'll Pay You to Shoot Him).
La canción "Porcelain Doll" se presenta en la película de Disney Beverly Hills Chihuahua, que fue lanzada el 3 de octubre de 2008. Dicha canción fue lanzada con el acompañamiento de un videoclip promocional, donde se ve a McCauley tocando el piano en un set totalmente blanco que por momentos se torna tan sombrío como la canción.
McCauley se encuentra actualmente en el proceso de grabación de su segundo álbum. El título aún no se ha anunciado pero la cantante ya puso una canción llamada "Settling", en su página en Myspace la cual ya tiene más de 8000 visitas a tan solo una semana del lanzamiento de la canción en dicha página, más tarde McCauley puso dos canciones más en su página de Myspace, se trata d las canciones "Time" y "Dark Angel" siendo esta última la que ha causado más controversia ya que tanto la letra como la música son por decirlo así, un poco pesadas para haber sido escritas por una adolescente de 15 años, ya que según la página esta es la edad a la que McCauley escribió dicha canción.
La cantante quién desde 2009 se hace llamar 'Mugzy' en sus perfiles de redes sociales como Facebook y Twitter, ha colocado en su muro en Facebook una fotografía que parece ser la portada oficial de una nueva canción llamada 'Colder' la cual ya se encuentra en rotación en Youtube a pesar de no haber sido lanzada oficialmente aún, también en recientes fechas se ha filtrado a la web una canción nueva llamada 'Love & War' la cual ha sodo confirmada por McCauley como parte del nuevo álbum el cual se espera se aeditado este 2012, de la cual por cierto aún no hay título definido. También en recientes fechas se ha dedicado a subir videos de sur propias versiones de canciones de su gusto, esto en su canal oficial en YouTube con el fin de hacerse conocer.
La cantante planeaba relanzar su carrera ahora bajo una nueva identidad, esta vez ya no como Megan McCauley o MugZy, ahora su nuevo nombre artístico sería simplemente: Ash, en alusión a su segundo nombre Ashley. Se esperaba que fuera a principios del 2014 que Ash retornara a la música con una imagen renovada y un estilo musical diferente al rock que la dio a conocer en 2005, pero por motivos desconocidos la cantante no lanzó dicho material y decidió realizar una audición para ser la nueva voz de una banda de rock de la cual se sabe muy poco. 

### Estilo Musical
Megan McCauley ha mencionado que sus principales influencias son Tori Amos, Janis Joplin y Grace Slick. Aunque sus canciones han variado de género musical abarcando desde el Rock Alternativo hasta el Pop, en canciones como ´´Fragile´´ y ´´Die For You´´ se le puede notar un estilo Rock Alternativo y Grunge alejándose por completo de cualquier sonido alegre o festivo, ya en otras canciones como "Tap That" y "Porcellian Doll" mantiene un estilo más pop similar al de Pink, Avril Lavigne y Ashlee Simpson.

### Comparación con otras artistas
Cuando en una entrevista le preguntaron acerca de su estilo musical y lo parecido que es con el de Avril Lavigne y Evanescence ella respondió:
(Pregunta) ¿En un mundo pop rock femenino, con artistas como Paramore, Evanescence, Flyleaf y que dominan la radio, ¿cómo separar el sonido, de lo que está en la cuenta regresiva en TRL en este momento?
(Respuesta)Lo primero es que realmente puedan cantar. En segundo lugar, mi música suena un poco y grungier más cruda para mí. Creo que muchas de las bandas de rock pop más nuevas son con mujeres que están excesivamente elaboradas. Lo vi con Avril Lavigne, cuando vino por primera vez, luego fue toda una locura con el pelo rubio y rutinas de baile y esas cosas.
"No sé mucho acerca de Paramore o Flyleaf, pero hasta donde yo sé con Avril Lavigne y Evanescence , mi música es más cruda y menos fondos con coro de ópera y corsés, bueno, si¡ pero no uno de verdad, uno candente!.
Actualmente la voz de May Leigh está considerada como a la altura de grandes voces femeninas como Adele, Sia y Pink.

### Acerca de "Tap That"
Cuando McCauley fue cuestionada acerca del parecido entre su canción "Tap That" y la canción U+ Ur Hand de P!nk, ella dijo: «Yo quiero matar a esa canción!!. Yo había bebido demasiado una noche y decidí hacer algo loco. Envié la canción a Wind-Up como una broma, y yo pensé que me la iban a enviar de nuevo diciendo como "¿qué tipo de crack ha estado fumando?" Lo hice con el mismo productor que escribió "U + Ur Hand" de Pink, y no me di cuenta cuán similares eran porque las dos se escribieron y lanzaron al mismo tiempo. No es como que yo y P!nk nos conocemos entre nosotras y que podría ser como "Ah, si? tu tienes una canción, y yo voy a hacer otra parecida!. ("Ahora ando toda emocionada cuando escucho a Pink en la radio porque creo que es "Tap That", entonces voy por allí y escucho a The Veronicas y de nuevo creo que es "Tap That" y luego no lo es, es horrible! jaja, sólo que me vuelve loca la similitud, toda la canción es... no sé, la diversión, es definitivamente un lado de mí, sin embargo, no es exactamente ese el lado del que estoy la mayor parte del tiempo, ese es el lado en que estoy solo cuando he tenido mucho que beber jajaja.»

### Rumores
Se rumora que Megan McCauley sería quien interpretaría junto a la banda de Grunge, Seether la canción "Broken" del soundtrack de la película "The Punisher" pero debido a la rotunda negativa del líder de dicha agrupación, terminó siendo Amy Lee, vocalista y lideresa de la bada de Metal Gótico, Evanescence, quien interpretara la canción junto a la banda, cabe señalar que para ese entonces Lee, era pareja sentimental de Shaun Morgan, líder y vocalista de Seether.
También se rumoró acerca de una terrible rivalidad entre McCauley y Amy Lee, la cual surgiría a partir de la entrada de McCauley a Wind-up Records en 2004, lo cual supuestamente causó enojo y/o envidia en la líder de Evanescence, lo que causó la separación de McCauley de dicha compañía debido a que supuestamente Lee hizo decidir a los directivos entre la salida de McCauley o la salida de la banda de Arkansas, a lo cual se decidió separar a McCauley de Wind-up tras el término de su contrato laboral en 2008. Aunado a eso se rumora que la canción "Hey Aimee" de Megan McCauley esta totalmente dedicada a la líder de Evanescence.
Hace algunos años través de Myspace y por medio de YouTube se dieron a conocer algunos "demos" que la cantante ha grabado, se trata de canciones viejas como "Snake", "Dark Angel", "Settling", "Time" y "Break You", esta última anteriormente fue interpretada por la cantautora noruega Marion Raven para su álbum debut del 2005 titulado Here I Am. Las canciones que McCauley grabara serían el resultado de las sesiones de grabación de lo que habría sido su álbum debut Baa Baa Black Sheep, elñ cual fue cancelado y posteriormente reemplazado por Better Than Blood en 2007.

### Controversia
La controversia se desató entre la cantante noruega Marion Raven y Megan McCauley debido a que el productor Max Martin, le pidió a McCauley que grabara la canción "Break You" que ya había sido grabada en 2005 por la cantante noruega, por lo que se dijo que existía una rivalidad entre ambas cantautoras por decidir quien había hecho la mejor versión de dicha canción, además se dijo que Raven no incluiría la canción en su disco debut en Estados Unidos llamado "Set Me Free" por el motivo ya mencionado pero no fue así, la canción si se incluyó en dicho proyecto e incluso fue el segundo sencillo aún en este país. A lo cual McCauley se limitó a decir que cuando ella grabó la canción no sabía que ya había sido grabada por Raven antes y procedió a quitar su versión de la canción, de su página en Myspace.
Otro momento de controversia para McCauley fue cuando lanzó como primer sencillo de su álbum "Better Than Blood" la canción "Tap That" que sospechosamente era muy similar a la recién lanzada canción "U + Ur Hand" de la cantante P!nk, pero la controversia acabó poco después cuando se supo que Max Martin y Dr. Luke estaban detrás de la producción tanto de la canción de McCauley como de la de P!nk.

## Discografía

### Álbumes de estudio
- What About Me? (1997, Independiente)
- Here's Megan (1998, Independiente)
- Baa Baa Black Sheep (2005 Wind up) (Promo CD)[1]
- Better Than Blood (2007, Wind-up)[2]

### EP
- Megan (EP) (1999, Independiente)[3]
- Megan McCauley Sampler (EP) (2006, Wind-up)[4]
- Tap That: The Remixes (EP) (2007, Wind-up)[5]

### Singles
- "Die For You" (2005, Wind-up)
- "Tap That" (2006, Wind-up)
- "Porcelain Doll" (2008, Wind-up)

### Videos musicales
- "Die For You"
- "Porcelain Doll"

### Soundtracks
- Elektra: The Album (2005, Wind-Up) (canción: "Wonder")
- Los 4 Fantásticos: The Album (2005, Wind-up) (canciones: "Die For You" y "Reverie")
- Beverly Hills Chihuahua The Album (2007, Wind-up) (canción: "Porcelain Doll")

### Otras canciones
- Snake (2004)
- Dark Angel (2004)
- Time (2004)
- Break You de Marion Raven(2005)
- Colder (2011)
- Love & War (2012)
- I Won't Remember (2012)
- Take Me As I Am (2013)
- Cocaine And Tears (2014)